# Война за люнебургское наследство
Война за люнебургское наследство (нем. Lüneburger Erbfolgekrieg) — военный конфликт, разгоревшийся в Северной Германии и длившийся с перерывами в период 1370—1388 годов за престолонаследие в немецком княжестве Люнебург. Война закончилась невозможностью из-за болезни продолжать её одним из претендентов, возможно из-за отравления.

## Причины войны
Княжество Люнебург возникло в 1269 году во время дробления герцогства Брауншвейг-Люнебург. Последними его правителями были правившие совместно внуки первого князя люнебургского: Оттон III и Вильгельм II. Братья не стали дробить княжество и до самой смерти Оттона правили совместно. В 1369 году умер и Вильгельм II. Оба брата не оставили наследников мужского пола, и вместе с ними вымер старший Люнебургский дом. Однако у Вильгельма было две дочери, и одну из них он выдал за сына герцога Магнуса I Брауншвейг-Вольфенбюттельского — Людвига, а другую за герцога Оттона Саксен-Виттенбергского. В соответствии с династическим законодательством дома Вельфов и желанием Вильгельма наследником был объявлен Людвиг, но он умер прежде тестя, и тогда последний объявил своим наследником брата Людвига — Магнуса, который вскоре после того наследовал своему отцу в Брауншвейге как Магнус II (1369—1372 годы). Но после того, как умер сам Вильгельм, на его наследство предъявил притязание и герцог Саксен-Виттенбергский.
Император Священной Римской империи Карл IV рассматривал оставшееся без наследников княжество как возвращенный в империю лен, который он мог передать кому пожелает. Люнебургский лен он и пожаловал Альбрехту Саксен-Виттенбергскому и его дяде Венцелю.
Магнус II не собирался просто так отказываться от герцогства и неминуемо вспыхнула война за люнебургское наследство. Во главе 700 рыцарей и ландскнехтов Магнус вторгся в Люнебург.
Город Люнебург воспользовался случаем избавиться от необходимости жить в непосредственной близости от герцога и поддержал виттенбержцев. Горожане разрушили герцогский замок на горе Калькберг 1 февраля 1371 года, вследствие чего резиденцию пришлось перенести в город Целле. Попытки силой утвердить на люнебургском троне кандидата как брауншвейгской, так и виттенбергской партии успехом не увенчались.
Магнус II погиб в сражении при Левесте на Дейстере 23 июля 1373 года, оставив свои владения сыновьям: Фридриху, Бернхарду и Генриху. Тогдашний герцог Саксен-Виттенбергский Венцеслав вступил с ними в переговоры и Ганноверский мир 1373 года постановил, что брауншвейгские Вельфы и виттенбергские Аскании должны управлять княжеством по очереди. Сначала оба представителя виттенбергов должны были править княжеством, после чего оно переходило сыновьям поверженного противника. После их смерти власть снова должна была перейти Асканиям.
Для подтверждения своих притязаний представители виттенбергского дома заключили династические браки. В 1374 году Альбрехт женился на вдове Магнуса Катерине и выбрал в качестве своей резиденции Целле, где проживал до 1378 года. В то же время в 1376 году Венцель выдал двух своих дочерей за повзрослевших старших сыновей Магнуса: Фридриху досталась Анна, а Бернхарду Маргарита.
Но младший брат Фридриха и Бернхарда, Генрих, не признал договоренностей, и война началась снова. 28 июня 1385 года во время осады замка Риклинген погиб Альбрехт. В борьбу вступил Венцель, но он 13 мая 1388 года умер, предположительно из-за отравления, после чего виттенбержцы окончательно отказались от претензий на княжество Люнебург.